# Coahuila-Dosenschildkröte
Die Coahuila-Dosenschildkröte (Terrapene coahuila), auch Wasser-Dosenschildkröte genannt, ist eine Art aus der Gattung der Dosenschildkröten, die zu den Neuwelt-Sumpfschildkröten gehört. Sie hat unter den Dosenschildkröten eines der südlichsten Verbreitungsgebiete und kommt nur in einer verhältnismäßig kleinen Region des heutigen Mexikos vor. Anders als die meisten anderen Dosenschildkröten sind sie gute Taucher.

## Erscheinungsbild
Coahuila-Dosenschildkröten haben eine Carapaxlänge von bis zu 17 Zentimetern. Der Rückenpanzer ist von einer Hornfarbe. Bei erwachsenen Tieren ist die Zeichnung des Panzers stark verwaschen. Der Bauchpanzer ist gelb.
Der kleine, schmal zulaufende Kopf ist hell bis graubraun, weist häufig eine weiß-dunkle Marmorierung oder Strichzeichnung auf. Der gelbe Streifen, der vom Augenwinkel zum Trommelfell verläuft, ist eines der charakteristischen Merkmale dieser Art. Die Füße dieser im Wasser lebenden Art weisen Schwimmhäute auf, die jedoch nur sehr mäßig entwickelt sind. Die Panzerfärbung ist bei beiden Geschlechtern identisch. Männchen haben allerdings einen konkaven Bauchpanzer, während er bei den Weibchen konvex oder doch zumindest abgeflacht ist.

## Verbreitungsgebiet, Lebensraum und Lebensweise
Die Coahuila-Dosenschildkröte ist in ihrer Verbreitung auf ein 800 Quadratkilometer großes Sumpfgebiet begrenzt, das sich im Zentrum des Bundesstaates Coahuila im Becken des Municipio Cuatro Cienegas befindet. Zu Paarungen kommt es in dieser Region wohl während des ganzen Jahren. Paarungen finden sowohl an Land als auch im Wasser statt. Bei der Paarung verbeißt sich das Männchen in den Kopf- oder Nackenbereich des Weibchens.
Die Weibchen können mehrere Gelege legen. Sie bauen ihre Nistgruben, die sie mit den Hinterläufen ausgraben, gewöhnlich in der Zeit von Mai bis September. Die Gelege umfassen drei bis sieben Eier, die nicht mehr als 6 Gramm wiegen. Die Zeit, die bis zum Schlupf der Jungtiere vergeht, ist abhängig von der Umgebungstemperatur und der Luftfeuchtigkeit. In der Regel vergehen zwischen 48 und 56 Tage, bis sich die Jungtiere aus ihren Eiern befreien. Diese haben eine Carapaxlänge von 3,3 Zentimeter und sind farblich auffälliger als die adulten Tiere gezeichnet. Sie weisen eine gelbe oder schwarze Zeichnung auf, die Grundfarbe des Panzers ist leuchtender als bei den adulten Tieren.
Coahuila-Dosenschildkröten nehmen ihre Nahrung sowohl an Land als auch im Wasser zu sich. Sie fressen überwiegend animalische Kost, die unter anderem aus Insekten, Krebstieren und Schnecken besteht. Ergänzt wird diese Nahrung mit Früchten und Pflanzenbestandteilen.

## Nachweise